# سنجه (دیو)
سنجه نام دیوی از دیوان مازندران است.
واژه سنجه کوتاه شده سپنجکره یا سپنجغره در پهلوی spanjarus(سپنجروش) یکی از دیوان خشکسالی است.

## سنجه دیو در شاهنامه
پس از حمله کیکاووس به مازندران، شاه مازندران یکی از دیوان به نام سنجه را نزد دیو سپید فرستاد و خبر غارت کاووس را به او داد تا او را به نبرد شاه ایران فرا بخواند.
| ز دیوان به پیش اندرون سنجه بود |  | که جان و تنش زان سخن رنجه بود |
| بدو گفت رو نزد دیو سپید        |  | چنان رو که بر چرخ گردنده شید  |

پس از گرفتار شدن کیکاووس، رستم برای نجات وی به مازندران میرود و همه دیوان آن مرز و بوم از جمله سنجه را میکشد.
| نه ارژنگ ماندم نه دیو سپید |  | نه سنجه نه پولادغندی نه بید |